# Ronde van Spanje 2019/Achtste etappe
De achtste etappe van de Ronde van Spanje 2019 werd verreden op 31 augustus tussen Valls en Igualada. De etappe voerde over relatief vlak landschap. De kans op een sprint was aanwezig, maar de Puerto de Montserrat kon roet in het eten gooien. Uiteindelijk kregen de vluchters de ruimte van peloton. Nikias Arndt won de etappe; Miguel Ángel López gaf voor de derde keer deze ronde de leiderstrui af, ditmaal aan Nicolas Edet.
| Valls – Igualada (166,9 km) |                    |                               |          |
| Plaats                      | Naam               | Ploeg                         | Tijd     |
| 1                           | Nikias Arndt       | Team Sunweb                   | 3u50'48" |
| 2                           | Alex Aranburu      | Caja Rural-Seguros RGA        | z.t.     |
| 3                           | Tosh Van der Sande | Lotto Soudal                  | z.t.     |
| 4                           | Ruben Guerreiro    | Team Katjoesja Alpecin        | z.t.     |
| 5                           | Jonas Koch         | CCC Team                      | z.t.     |
| 6                           | Dylan Teuns        | Bahrain-Merida                | z.t.     |
| 7                           | Jonathan Lastra    | Caja Rural-Seguros RGA        | z.t.     |
| 8                           | Tobias Ludvigsson  | Groupama-FDJ                  | z.t.     |
| 9                           | Fernando Barceló   | Euskadi Basque Country-Murias | z.t.     |
| 10                          | Sergio Henao       | UAE Team Emirates             | z.t.     |
|                             |                    |                               |          |
| 16                          | Martijn Tusveld    | Team Sunweb                   | + 58"    |

| Algemeen klassement |                    |                   |           |
| Plaats              | Naam               | Ploeg             | Tijd      |
| Rode trui           | Nicolas Edet       | Cofidis           | 32u16'24" |
| 2                   | Dylan Teuns        | Bahrain-Merida    | + 2'21"   |
| 3                   | Miguel Ángel López | Astana Pro Team   | + 3'01"   |
| 4                   | Primož Roglič      | Team Jumbo-Visma  | + 3'07"   |
| 5                   | Alejandro Valverde | Movistar Team     | + 3'17"   |
| 6                   | Nairo Quintana     | Movistar Team     | + 3'28"   |
| 7                   | Carl Fredrik Hagen | Lotto Soudal      | + 3'45"   |
| 8                   | Rafał Majka        | BORA-hansgrohe    | + 4'59"   |
| 9                   | Tadej Pogačar      | UAE Team Emirates | + 5'37"   |
| 10                  | George Bennett     | Team Jumbo-Visma  | + 6'35"   |
|                     |                    |                   |           |
| 12                  | Wilco Kelderman    | Team Sunweb       | + 6'37"   |

1e etappe ·
2e etappe ·
3e etappe ·
4e etappe ·
5e etappe ·
6e etappe ·
7e etappe ·
8e etappe ·
9e etappe ·
10e etappe ·
11e etappe ·
12e etappe ·
13e etappe ·
14e etappe ·
15e etappe ·
16e etappe ·
17e etappe ·
18e etappe ·
19e etappe ·
20e etappe ·
21e etappe
Startlijst · Eindstanden · Afbeeldingen